# Abdulrazak Gurnah
Abdulrazak Gurnah (født 20. december 1948) er en tanzaniansk forfatter, som er bosat i Storbritannien og skriver på engelsk. Han modtog i 2021  Nobelprisen i litteratur for "sin kompromisløse og medfølende gennemboring af kolonialismens virkninger og flygtningens skæbne mellem kulturer og kontinenter."